# Fethiyespor

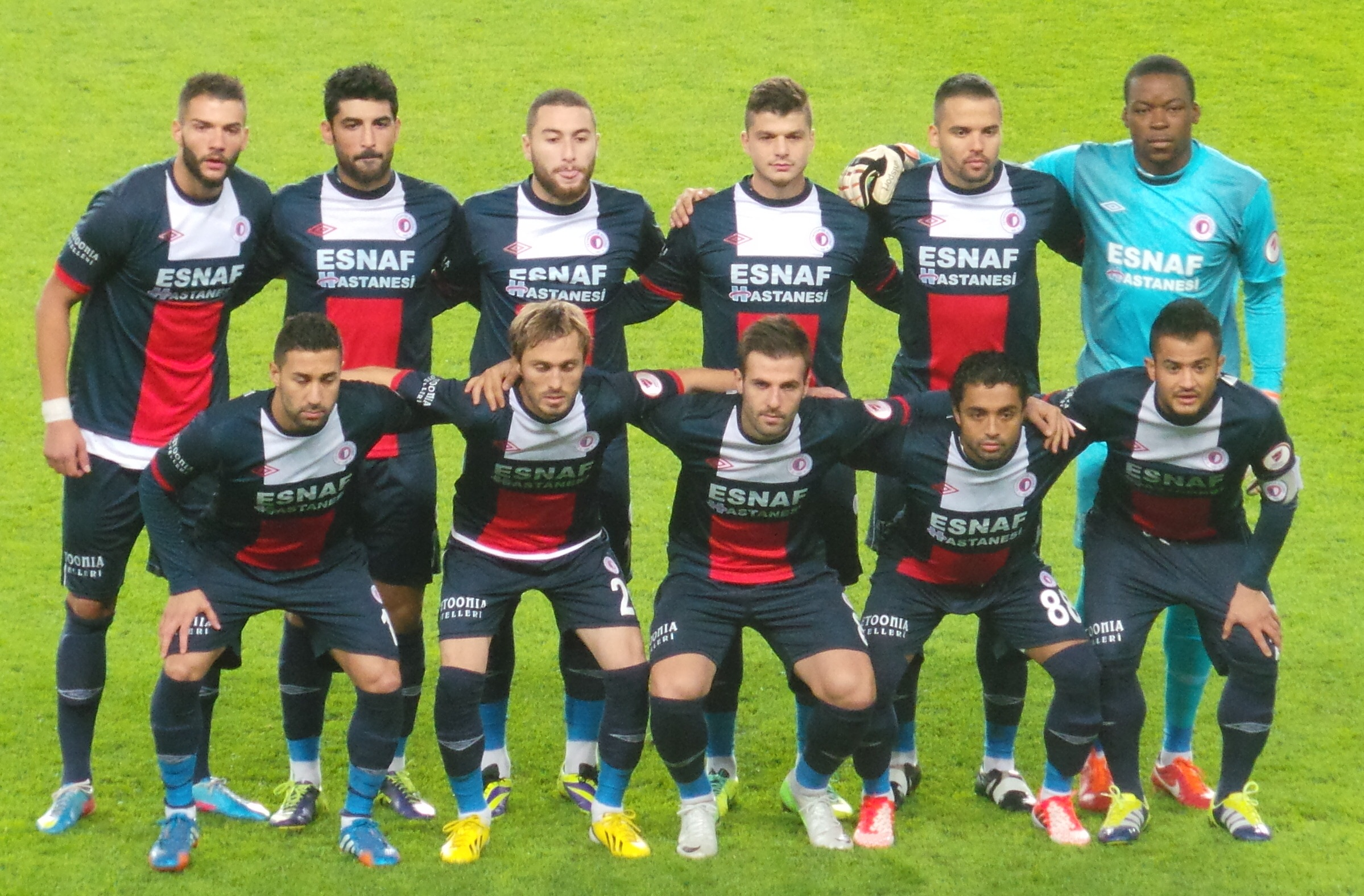
Team van 2013/2014

Fethiyespor is een voetbalclub opgericht in 1933 te Fethiye, een district van de provincie Muğla, Turkije. De clubkleuren zijn blauw en wit. De thuisbasis van de club is het Fethiye Ilçestadion.

## Geschiedenis
De club uit Fethiye is opgericht op 23 maart 1933. In 1983 begon de club pas op nationaal niveau te spelen.

### Compettie
In het seizoen 1994-1995 promoveert de club naar de TFF 2. Lig. Meteen het jaar daarna degradeert de club terug naar de TFF 3. Lig. In het seizoen 2005-2006 promoveert de club terug naar de TFF 2. Lig. 
In het seizoen 2011-2012 wordt de club vierde in de Rode Groep van de TFF 2. Lig, en mag zo play-offs gaan spelen voor promotie naar de TFF 1. Lig. In de finale van de play-offs verliest Fethiyespor met 2-1 tegen Adana Demirspor. In het seizoen 2012-2013 werd de club vijfde in de Rode Groep en mocht zo dus andermaal play-offs spelen voor promotie naar de TFF 1. Lig. In de finale wist Fethiyespor met 2-1 te winnen van Hatayspor, waardoor voor het eerst promotie naar de tweede hoogste divisie van het land werd behaald. In het seizoen 2013-2014 kende de club een valse start door slechts 14 punten op 18 wedstrijden te pakken. Ondanks een betere tweede helft van de competitie eindigde de club op de 16de plaats in de TFF 1. Lig, waarna ze degradeerden naar de TFF 2. Lig.

### Competitieresultaten
- TFF 1. Lig: 1995–1996, 2013–2014
- TFF 2. Lig: 2006–2013, 2014–2019, 2022–
- TFF 3. Lig: 1984–1995, 1996–2006, 2019–2022
- Bölgesel Amatör Lig: 1933–1984

### Beker

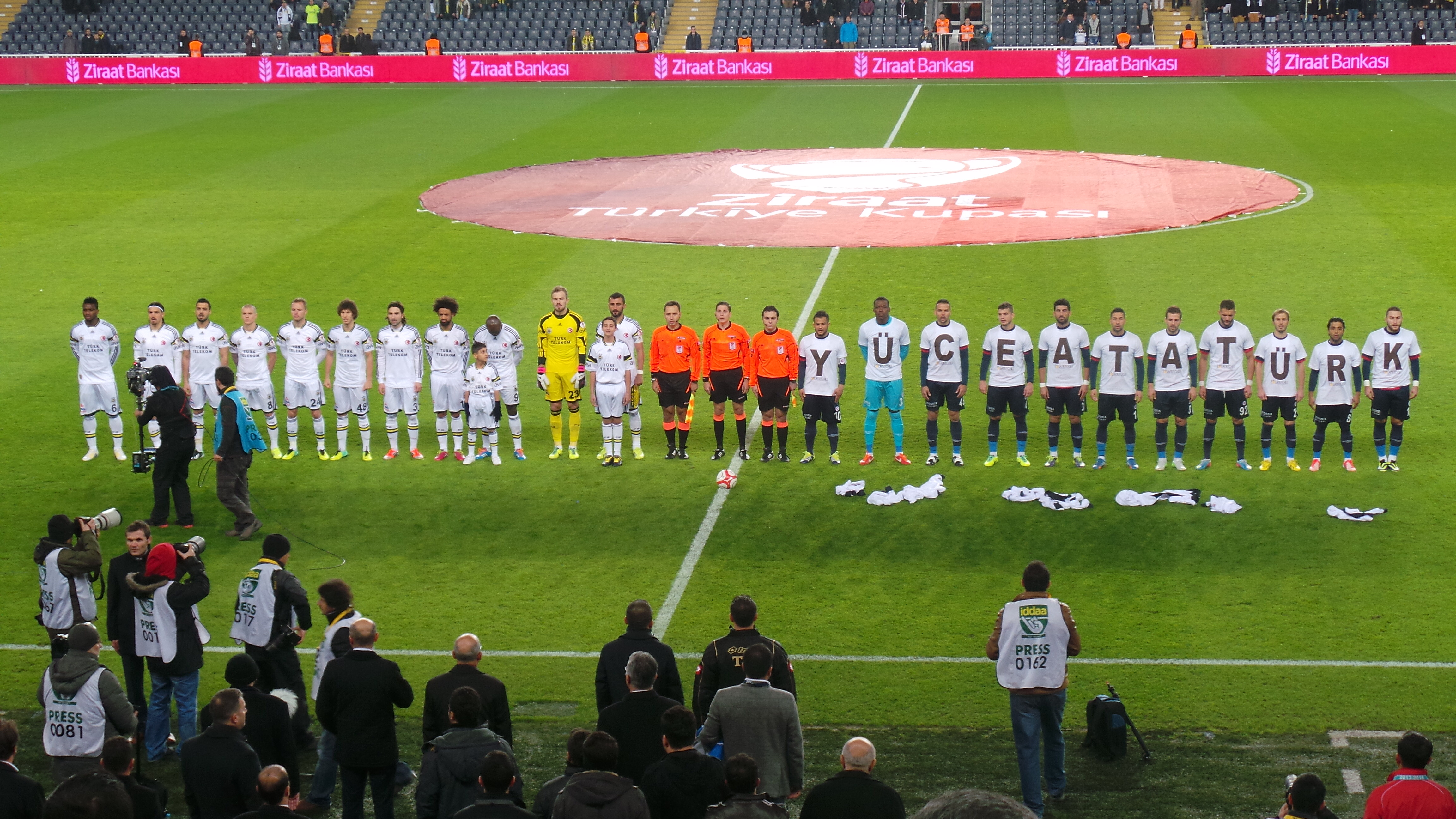
Fenerbahçe voor eigen publiek uitgeschakeld in de vierde ronde van het Turkse bekertoernooi door Fethiyespor.

In december 2013 wist Fethiyespor in de vierde ronde van de Turkse beker Fenerbahçe op een pijnlijke nederlaag te trakteren door uit met 2-1 te winnen en de Gele Kanaries uit de beker te wippen en door te stoten naar de achtste finales. Daar verloor het uiteindelijk met 0-3 van Eskişehirspor. 

## Bekende (oud-)spelers
- Murat Açıkgöz
- Ahmet Altın
- Emre Bilgin
- Umut Gündoğan
- Taner Taktak